# Nero su nero
Nero su nero è una miniserie televisiva italiana, trasmessa in prima visione sulla Rete 2 nel 1978.
Composta da tre puntate, la fiction vede l'attore Paolo Stoppa, nella sua ultima interpretazione televisiva.

## Trama
1959. Martinelli è un uomo di condizioni modeste, profugo dell'Africa Orientale, dove possedeva un'attività, perduta con la disfatta italiana. Egli conosce degli ex fascisti, Invernizzi e un commendatore, che occupano posizioni influenti, i quali lo aiutano ad ottenere il debito risarcimento bellico, esigendo tuttavia una pesante tangente.
Incassando lo smacco, egli incontra Olimpia e la giovane Margherita, quest'ultima stimata da dei nostalgici per la sua calligrafia, identica a quella del dittatore. Martinelli medita così un'ingegnosa truffa, creare con l'aiuto di lei, dei diari contraffatti. Tra mille traversie, contando sulla dabbenaggine dei suoi truffatori, egli riesce a spacciarli in cambio di un'enorme fortuna, che lo riscatta dallo sgarbo e dagli anni di vita grama. Una volta scoperto l'arcano, gli acquirenti lo raggiungono in un lussuoso pensionato svizzero, dove egli trascorre serenamente i suoi ultimi anni, nonostante la salute segnata da un infarto, certo di non poter sopravvivere a un processo per frode.